# 目的节点序列距离矢量协议

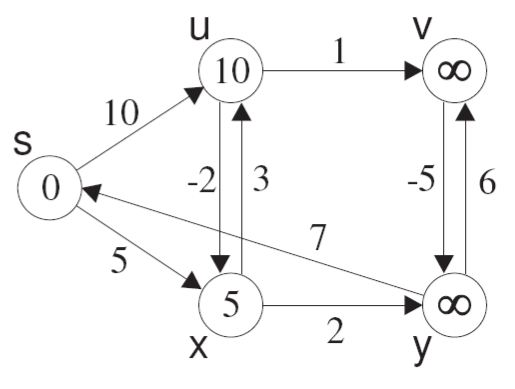
Bellman-Ford 路由选择算法

目的节点序列距离矢量协议是逐跳的距离矢量路由协议，普遍采用于Ad hoc （页面存档备份，存于）移动无线自组局域网中，是一个基于传统的Bellman-Ford路由选择机制的表驱动算法。它需要每一个节点周期的广播路由更新。目的节点序列距离矢量协议相对于传统的距离矢量协议的优越性在于它通过序列号机制保证了网络中无环路。在这种路由机制中，网络中每个节点都保存了一个路由表。路由表中含有所有可能的目的节点以及到它们的距离信息。这些路由表以在网络周期性的广播中来维持网络中节点的连通性。
目的节点序列距离矢量协议通过在路由接口附加序列号的方法来区分新旧路由，解决了距离矢量路由中的环路问题。一个节点增加它的当前序列号并把它增加到自身所产生的更新消息中，因此这个序列号和距离信息一起进行传输。任何没有下一跳节点而不能进入其目的节点接口的节点，需要增加这个序列号并在这条路由的下一次广播中使用这个新的序列号。如果一个节点的邻节点广播了到相同目的节点的序列号大于此节点的序列号，则这个节点就把这个路由接口变为无效或是更改路由接口。当这个节点收到具有相同序列号（和它本身所有的一样）的路由时，这个无效接口就可以有效。对于给定目的节点的所有节点的路由表接口全部明确了一棵基于目的节点的树来发送分组到目的节点。对于目的节点序列距离矢量协议，最简单的看法就是以分布的方式在每个节点都维护了一棵这样的目的节点树。目的节点序列距离矢量协议是一种较好的路由算法在于它有2种路由更新消息：一种消息较大，而另一种则很小。这种较小的路由更新消息只用于累加更新，而不用于网络拓扑改变时重新广播整个网络的结构。然而，目的节点序列距离矢量协议算法的实现依赖于更新消息的周期性传输，这种传输所产生的开销以n2增长。